# Makan Tounkara
Pour les articles homonymes, voir Tounkara.
Makan Tounkara, nouveau ministre[Depuis quand ?] malien de l'élevage et de la pêche, est né en 1957 à Dialaya dans le cercle de Kita. Ingénieur électricien de formation;il a eu a occupé au sein de la société Énergie du Mali des postes de responsabilité comme :
- Directeur central électricité,
- Président des commissions eau-électricité de la CAN 2002 et du 23e sommet Afrique de Bamako
- Conseiller du directeur général d’EDM SA chargé des interconnexions et de la réforme institutionnelle.

Membre du Comité exécutif de l’Adema PASJ, Makan Tounkara est chevalier de l'Ordre national du Mali.

## Sources
- « Ministre de lélevage et de la pêche : Makan Tounkara»